# Aldehuela de Jerte
Aldehuela de Jerte ou Aldehuela del Jerte é um município da Espanha na comarca do Vale do Alagón, província de Cáceres, comunidade autónoma da Estremadura. Tem 11,8 km² de área e em 2021 tinha 372 habitantes (densidade: 31,5 hab./km²). Faz parte da Mancomunidade do Vale do Alagón

## Demografia
| Variação demográfica do município entre 1991 e 2004 [carece de fontes?] | Variação demográfica do município entre 1991 e 2004 [carece de fontes?] | Variação demográfica do município entre 1991 e 2004 [carece de fontes?] | Variação demográfica do município entre 1991 e 2004 [carece de fontes?] |
| ----------------------------------------------------------------------- | ----------------------------------------------------------------------- | ----------------------------------------------------------------------- | ----------------------------------------------------------------------- |
| 1991                                                                    | 1996                                                                    | 2001                                                                    | 2004                                                                    |
| 403                                                                     | 392                                                                     | 385                                                                     | 352                                                                     |